# Katie Archibald
Katie Archibald (Walton-on-Thames, 12 de marzo de 1994) es una deportista británica que compite en ciclismo en las modalidades de pista, especialista en las pruebas de persecución y ómnium, y ruta.
Participó en dos Juegos Olímpicos de Verano, obteniendo tres medallas, oro en Río de Janeiro 2016, en persecución por equipos (junto con Laura Trott, Elinor Barker y Joanna Rowsell-Shand), y dos en Tokio 2020, oro en la carrera de madison (con Laura Kenny) y plata en persecución por equipos (con Laura Kenny, Neah Evans y Josie Knight).
Ganó quince medallas en el Campeonato Mundial de Ciclismo en Pista entre los años 2014 y 2024, y veintiséis medallas en el Campeonato Europeo de Ciclismo en Pista entre los años 2013 y 2023.
Fue la ganadora de la Liga de Campeones de 2021 en la categoría de resistencia.

## Medallero internacional
| Juegos Olímpicos   | Juegos Olímpicos         | Juegos Olímpicos  | Juegos Olímpicos        |
| Año                | Lugar                    | Medalla           | Competición             |
| ------------------ | ------------------------ | ----------------- | ----------------------- |
| 2016               | Río de Janeiro (Brasil)  | Medalla de oro    | Persecución por equipos |
| 2020               | Tokio (Japón)            | Medalla de oro    | Madison                 |
| 2020               | Tokio (Japón)            | Medalla de plata  | Persecución por equipos |
| Campeonato Mundial |                          |                   |                         |
| Año                | Lugar                    | Medalla           | Competición             |
| 2014               | Cali (Colombia)          | Medalla de oro    | Persecución por equipos |
| 2015               | Saint-Quentin (Francia)  | Medalla de plata  | Persecución por equipos |
| 2017               | Hong Kong (China)        | Medalla de oro    | Ómnium                  |
| 2018               | Apeldoorn (Países Bajos) | Medalla de oro    | Madison                 |
| 2018               | Apeldoorn (Países Bajos) | Medalla de plata  | Persecución por equipos |
| 2019               | Pruszków (Polonia)       | Medalla de plata  | Persecución por equipos |
| 2020               | Berlín (Alemania)        | Medalla de plata  | Persecución por equipos |
| 2021               | Roubaix (Francia)        | Medalla de oro    | Ómnium                  |
| 2021               | Roubaix (Francia)        | Medalla de plata  | Puntuación              |
| 2021               | Roubaix (Francia)        | Medalla de bronce | Persecución por equipos |
| 2021               | Roubaix (Francia)        | Medalla de bronce | Madison                 |
| 2022               | Saint-Quentin (Francia)  | Medalla de plata  | Persecución por equipos |
| 2023               | Glasgow (Reino Unido)    | Medalla de oro    | Persecución por equipos |
| 2024               | Ballerup (Dinamarca)     | Medalla de oro    | Persecución por equipos |
| 2024               | Ballerup (Dinamarca)     | Medalla de bronce | Madison                 |
| Campeonato Europeo |                          |                   |                         |
| Año                | Lugar                    | Medalla           | Competición             |
| 2013               | Apeldoorn (Países Bajos) | Medalla de oro    | Persecución por equipos |
| 2014               | Baie-Mahault (Francia)   | Medalla de oro    | Persecución individual  |
| 2014               | Baie-Mahault (Francia)   | Medalla de oro    | Persecución por equipos |
| 2015               | Grenchen (Suiza)         | Medalla de oro    | Persecución individual  |
| 2015               | Grenchen (Suiza)         | Medalla de oro    | Persecución por equipos |
| 2015               | Grenchen (Suiza)         | Medalla de oro    | Eliminación             |
| 2016               | Saint-Quentin (Francia)  | Medalla de oro    | Persecución individual  |
| 2016               | Saint-Quentin (Francia)  | Medalla de oro    | Ómnium                  |
| 2016               | Saint-Quentin (Francia)  | Medalla de plata  | Eliminación             |
| 2017               | Berlín (Alemania)        | Medalla de oro    | Persecución individual  |
| 2017               | Berlín (Alemania)        | Medalla de oro    | Ómnium                  |
| 2017               | Berlín (Alemania)        | Medalla de plata  | Persecución por equipos |
| 2018               | Glasgow (Reino Unido)    | Medalla de oro    | Persecución por equipos |
| 2018               | Glasgow (Reino Unido)    | Medalla de plata  | Persecución individual  |
| 2018               | Glasgow (Reino Unido)    | Medalla de plata  | Ómnium                  |
| 2019               | Apeldoorn (Países Bajos) | Medalla de oro    | Persecución por equipos |
| 2019               | Apeldoorn (Países Bajos) | Medalla de plata  | Madison                 |
| 2019               | Apeldoorn (Países Bajos) | Medalla de bronce | Persecución individual  |
| 2020               | Plovdiv (Bulgaria)       | Medalla de oro    | Persecución por equipos |
| 2020               | Plovdiv (Bulgaria)       | Medalla de oro    | Puntuación              |
| 2021               | Grenchen (Suiza)         | Medalla de oro    | Scratch                 |
| 2021               | Grenchen (Suiza)         | Medalla de oro    | Ómnium                  |
| 2021               | Grenchen (Suiza)         | Medalla de oro    | Madison                 |
| 2023               | Grenchen (Suiza)         | Medalla de oro    | Persecución por equipos |
| 2023               | Grenchen (Suiza)         | Medalla de oro    | Ómnium                  |
| 2023               | Grenchen (Suiza)         | Medalla de oro    | Madison                 |

## Palmarés
2014
- 2.ª en el Campeonato del Reino Unido Contrarreloj

2017
- 3.ª en el Campeonato del Reino Unido Contrarreloj
- 2.ª en el Campeonato del Reino Unido en Ruta

2018
- 1 etapa del BeNe Ladies Tour